# Georg Freund (Rechtswissenschaftler)
Georg Freund (* 1. März 1956 in Karlsruhe) ist ein deutscher Rechtswissenschaftler und Professor für Strafrecht, Strafprozessrecht und Rechtsphilosophie an der Philipps-Universität Marburg.

## Leben
Sein Studium beendete er mit dem ersten und zweiten juristischen Staatsexamen 1980 bzw. 1983. 1986 promovierte er in Mannheim, wo er 1990 für die Fächer Strafrecht, Strafprozessrecht und Rechtstheorie habilitierte. Seit 1992 ist er Professor in Marburg.
Freund richtet sich bei seiner Arbeit schwerpunktmäßig auf die Frage nach der Legitimation von Strafe und der Beziehung des Strafrechts zu anderen Rechtsgebieten. Besondere Schwerpunkte setzt er jedoch auf Untersuchungen zu den begehungsgleichen Unterlassungsstraftaten, dem Betrug, den Urkundenstraftaten und zur (arznei- und lebensmittel-) strafrechtlichen Produktverantwortlichkeit. Im Bereich des Prozessrechts bildet das Beweisrecht mit Arbeiten zum rechtsgenügenden Beweis und den Beweisverboten einen zentralen Forschungsgegenstand. Übergreifend bedeutsam sind vor allem Probleme der Rechtsgeltung und der Rechtsbegründung (unter Einschluss der juristischen Methodenlehre) sowie Grenzfragen zwischen Medizin, Recht und Ethik. Seine bekannteste Schülerin ist Frauke Rostalski, mit der er zahlreiche Aufsätze gemeinsam veröffentlicht hat.

## Schriften
- Normative Probleme der „Tatsachenfeststellung“. Eine Untersuchung zum tolerierten Risiko einer Fehlverurteilung im Bereich subjektiver Deliktsmerkmale. Müller, Heidelberg 1987.
- Erfolgsdelikt und Unterlassen: zu den Legitimationsbedingungen von Schuldspruch und Strafe. Heymann, Köln/Berlin/Bonn/München 1992.
- Strafrecht, Allgemeiner Teil: personale Straftatlehre. 2., aktualisierte Auflage. Springer, Berlin/Heidelberg 2009.
- Urkundenstraftaten. 2., vollst. überarb. und erw. Auflage. Springer, Berlin/Heidelberg 2010.